# Барріл-де-Алва
Барріл-де-Алва (порт. Barril de Alva; МФА: [ba.ˈʁiɫ dɨ ˈaɫ.vɐ]) — парафія в Португалії, у муніципалітеті Арганіл. Розташована в західній частині країни, на теренах історичної португальської провінції Бейра. Входить до складу округу Коїмбра. За адміністративним поділом, чинним до 1976 року, терени парафії були складовою провінції Берегова Бейра. Належить до Коїмбрської діоцезії Католицької церкви. Патрон — святий Симон. Площа — 3,3440 км². Населення — 281 ос. (2011). Слабо урбанізований регіон. Густота населення — 84,03 осіб/км²
. Код — 060103.

## Населення
| 1930 | 1940 | 1950 | 1960 | 1970 | 1981 | 1991 | 2001 | 2011 |
| 474  | 508  | 510  | 491  | 430  | 468  | 383  | 386  | 281  |